# 바둑의 미래 서밋
바둑의 미래 서밋 (Future of Go Summit, 중국어: 中国乌镇围棋峰会)은 중국바둑협회, 저장성 체육부, 구글이 주최하고 세계 인터넷 컨퍼런스의 영구적 개최지에서 2017년 5월에 치러진 바둑 기전이다. 이 서밋에서 인공지능의 미래에 관한 포럼을 비롯해 알파고와 중국 최고 수준의 바둑 기사들 과의 총 5번의 바둑 경기가 이뤄졌다. 2010년 중국 본토에서의 규제로 인해 구글 차이나의 검색 엔진이 홍콩으로 이동된 이래 구글이 중국 정부와 파트너쉽을 이룬 행사 중 제일 큰 규모로 이루어졌다. 이는 구글이 중국 시장에 재진입하기
위한 시도의 일환으로서 중국 당국의 환심을 사기 위한 마케팅으로 분석된다.
이 서밋에서의 알파고는 알파고 마스터 버전으로 쓰였다. 이 버전은 단 하나의 기계에 텐서 처리 장치가 쓰였다. 딥마인드는 이 버전이 알파고 대 이세돌때 쓰였던 버전보다 3점 차의 실력이 나며, ELO 레이팅 4500점 보다 높다고 밝혔다.
알파고가 이 서밋에서 중국의 바둑 기사 커제를 상대로 3번기에서 승리를 거두고, 중국바둑협회는 알파고에게 바둑 9단증을 수여하였다. 딥마인드는 이후 알파고의 은퇴를 선언하고 바둑팀에 투입되었던 팀을 해체하고 바둑 대신 다른 분야의 새로운 인공지능을 발견하는 데 시간을 쓰겠다고 밝혔다. 서밋 이후 딥마인드는 알파고끼리 펼친 50경기 분의 기보를 공개하였다.